# Moravia (canton)
Pour les articles homonymes, voir Moravia.

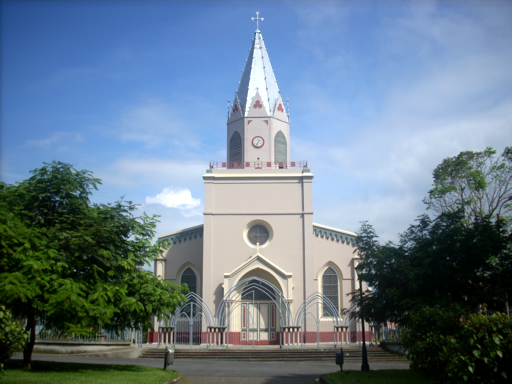
Église de Moravia.

Moravia est un canton de la province de San José au Costa Rica.

## Histoire
Le canton a été créé par la loi du 31 juillet 1914 et a célébré son centenaire en 2014. Il est nommé en l'honneur de Président Juan Rafael Mora Porras (1814–1860). Comme il y avait déjà un canton appelé Mora, celui-ci a été nommé Moravia.

## Districts
Moravia est subdivisé en trois districts et 44 barrios (quartiers),, :